# In questo mondo che non puoi capire
In questo mondo che non puoi capire è un singolo del cantautore italiano Antonello Venditti, il primo estratto dal quattordicesimo album in studio Goodbye Novecento e pubblicato nel 1999.
Il brano ha raggiunto il podio dei più trasmessi dalle radio ed il video è stato diretto dal regista di Train de vie, Radu Mihăileanu.